# Романенко, Алексей Данилович
Алексей Данилович Романенко (16.4.1919 — 14.1.1989) — командир отделения противотанковых ружей 42-го стрелкового полка 180-й стрелковой дивизии 38-й армии Воронежского фронта, сержант. Герой Советского Союза.

## Биография
Родился 16 апреля 1919 года в селе Чернин
, ныне Вышгородский район Киевской области, в крестьянской семье. Украинец. Член КПСС с 1943 года. Окончил пять классов начальной школы, курсы трактористов. Работал в колхозе «Большевик» трактористом и помощником комбайнера.
В 1940 году призван в ряды Красной Армии. После срочной службы учился на курсах усовершенствования офицерского состава при 38-й армии. В боях Великой Отечественной войны с июля 1941 года. Командовал отделением противотанковых ружей. Воевал на Воронежском, Степном, 1-м Украинском и 2-м Украинском фронтах.
Осенью 1943 года подразделения стрелковой дивизии из глубины леса скрытно подошли к западной опушке. Перед ними был Днепр. А за рекой, в Вышгороде и Новых Петровцах, хозяйничали гитлеровцы. Было решено форсировать Днепр на подручных средствах, не дожидаясь понтонных частей.
В полночь А. Д. Романенко побывал на правом берегу реки, разведал прибрежную полосу. А к утру он перевёз 82 человека с противотанковыми ружьями и пулемётами. И сам остался с ними. Десанту была поставлена задача — утром перейти в наступление и занять село Новые Петровцы. Но силы оказались слишком неравными. Целый день на их позициях рвались бомбы, целый день они отбивали атаки. К вечеру осталось в живых только 14 человек.
А. Д. Романенко решил вплавь перебраться на левый берег и доложить обстановку. Потребовались неимоверные усилия, чтобы при встречном сильном ветре, да ещё в гимнастерке и шароварах, преодолеть середину реки, где течение особенно быстрое. Мокрый, босой, обессилевший, Романенко нашёл землянку комбата. Доложив обстановку на правом берегу, он тут же переоделся и, ощутив приятную теплоту, уснул крепким сном. Ведь около двух суток он не смыкал глаз, целый день пробыл в огне жестокого боя, перенес огромные физические трудности.
Спустя три часа А. Д. Романенко снова был в лодке. В чёрном небе почти беспрерывно висели осветительные ракеты, и гитлеровцы с правобережных круч хорошо просматривали реку. С первым же рейсом, будто по команде, началась ружейно-пулемётная и артиллерийская дуэль двух берегов. Солдаты гребли дружно. С каждым взмахом шести весел лодка рывками продвигалась вперед.
Взметнулся вверх столб воды и грязи в пяти метрах слева, затем справа, сзади. Лодку качнуло из стороны в сторону, через борта плеснулась вода. А. Д. Романенко схватил с головы каску и бросил её на середину лодки сидящим бойцам, чтобы они могли черпать воду. Почти над головой с треском разорвался снаряд. А. Д. Романенко услышал, как что-то чиркнуло по его спине, и вспотевшее тело окатила холодная вода.
Огромный осколок почти от воротника до самого хлястика разорвал шинель. Кто-то застонал. В сторону поплыли обломки весла. А. Д. Романенко почувствовал под ногами воду, которая фонтаном била через дыру в днище лодки. Он быстро нашел пробоину, положил на неё пилотку и наступил ногой. И снова что было сил грёб.
Под днищем зашуршал песок. Бойцы выскочили из лодки и растаяли в темноте. А Романенко один повернул обратно. На левом берегу его ждала новая группа бойцов. За четыре рейса под огнём противника он переправил через реку свыше 100 бойцов и обратно перевёз 15 раненых.
Указом Президиума Верховного Совета СССР от 29 октября 1943 года за беспримерное мужество и проявленный героизм при разведке Днепра вплавь, за переправу на лодке более 100 солдат с вооружением и личное участие в захвате и удержании плацдарма у села Новые Петровцы сержанту Алексею Даниловичу Романенко присвоено звание Героя Советского Союза с вручением ордена Ленина и медали «Золотая Звезда».
Пол-Европы прошел А. Д. Романенко. И закончил свой поход, уже командуя ротой, в Венгрии. После окончания Великой Отечественной войны демобилизовался и до 1976 года работал водителем автобуса в городе Валки Харьковской области. Проводил большую общественную работу. Жил в городе Валки. Умер 14 января 1989 года.
Награждён орденами Ленина, Отечественной войны 1-й степени, медалями.